# 華麗なる探偵たち
『華麗なる探偵たち』（かれいなるたんていたち）は、1984年に徳間書店から刊行開始された、赤川次郎による推理小説のシリーズである。シリーズ名は単行本第1巻のタイトルに由来する。他に、作品の要となる病棟の名前を取って「第九号棟シリーズ」と呼ばれることもある。

## 概要
舞台となる「第九号棟」は、何らかの理由で一生外に出したくないと考えられた「患者」を、法外な入院費用と引き換えに監禁するための施設である。ここの患者たちは、（主人公の芳子を除き）みな自分たちを歴史上の偉人や架空のヒーロー本人であるとの妄想を抱いているという精神異常はあるものの、善良でモデルとなった人物に匹敵するほどの技能や知識を有している者もおり、主人公は彼らの協力を得ながら、警察が対応できないような怪事件を解決していく。
なお、現実に第九号棟の患者たちのような症例はいわゆる精神分裂病、統合失調症の患者にみられる二重見当識とよばれるもの。妄想により誤った認識をしつつも、現実の見当識も保たれている状態である。作中のホームズ、ダルタニアンたちも一応は自分が「本物の」ホームズであると信じる一方で、世間では受け入れられないことを自覚している。

## ストーリー
主人公鈴本芳子は父親の莫大な遺産相続をめぐり、睡眠薬を飲まされ精神病院九号棟に強制的に入れられてしまう。そこで出会った、シャーロック・ホームズ、ダルタニアン、エドモン・ダンテスを自称する変わった仲間たちに出会い、彼らの協力を得て事件を解決し、そのことをきっかけに彼らとともに気ままな探偵業をしていく。

## 登場人物
鈴本芳子
本シリーズの主人公。年齢は20歳。亡父の遺産相続にまつわる陰謀によって、精神病患者として第九号棟へ強制入院させられる。第九号棟の住人たちの協力を得て脱走、事件が解決した後も「醜い世の中よりは純粋な人間が集まっている第九号棟のほうが居心地が良い」と考えるようになり、病棟に留まる。以後は、表向き入院したままで、第九号棟の住人たちの力を借りながら探偵業を行う。
ホームズ
第九号棟の住人の一人。年齢は（外見から推し量って）45歳程度。ハンチング帽をかぶり、パイプをくゆらす様子は、事情を知らない人間が見ても「シャーロック・ホームズのようだ」と思うほどである。実際に卓越した推理術の持ち主でもあり、なにか事件が起こると「警察はレストレードの時代から進歩していない」とぼやきながら捜査に参加する。モデル同様にバイオリンを愛好するが、こちらの腕前はモデルに似ず下手と評されている。
ダルタニアン
第九号棟の住人の一人。年齢は（外見から推し量って）30前後。きれいに手入れされた口ひげをたくわえた二枚目の青年。スポーツ万能で、特にフェンシングを得意とし、愛用の仕込み杖を手に荒事の解決を担当する。正義感が強く芝居がかった物言いを好み、また女性に対してはきわめて紳士的に振舞う。
エドモン・ダンテス
第九号棟の住人の一人。地下を好み、第九号棟の地下室で脱出用のトンネルを掘っている。本編の時点ですでにトンネルは開通しているが、本人は脱走せずに新たなトンネルを掘り続けている（そのため他の住人からも「モンテ・クリスト伯ではなく、まだエドモン･ダンテス」と称される）。後に完成させた2つ目のトンネルは、病院近郊に設けられた鈴本邸に直結しており、現在はかなり長い3つ目のトンネルを掘っている。
ルパン
第九号棟の住人の一人。変装術の達人。初対面の人間でも5分ほど観察すれば、その相手そっくりに変装できる。第九号棟では患者の所在を確認するため毎日点呼が行われるが、彼が入院してきたことで病棟の住人たちは彼に身代わりを頼んで泊りがけの外出が可能になった。ホームズとは本来ライバル関係のはずだが、女性にはとことん甘い性格のため、芳子の顔を立ててしばしばホームズと共闘して捜査に当たる。
アニー・オークレー
第九号棟の住人の一人。鞭の扱いに長けた女傑で、しばしばダルタニアンと並んで暴力の必要な仕事に当たる。
大川一江
鈴本邸のメイド。年齢は芳子と同い年の20歳。元々は第1巻第2話「死者は泳いで帰らない」で依頼人として登場し、その後、芳子に雇われて鈴本邸で働くことになった。芳子と第九号棟に関する秘密も知っており、探偵業の助手としても活動する。

## 作品リスト
第1巻『華麗なる探偵たち』のみ短編集。他はすべて長編である。
華麗なる探偵たち
トクマノベルズ（1984年3月）ISBN 978-4191528802　徳間文庫（1986年4月）ISBN 978-4195680469
- 英雄たちの挨拶
- 死者は泳いで帰らない
- 失われた時の殺人
- 相対性理論、証明せよ
- シンデレラの心中
- 孤独なホテルの女主人

百年目の同窓会
トクマノベルズ（1986年6月）ISBN 978-4191532694　徳間文庫（1988年10月）ISBN 978-4195686102
さびしい独裁者
トクマノベルズ（1987年5月）ISBN 978-4191534421　徳間文庫（1989年10月）ISBN 978-4195688892
クレオパトラの葬列
トクマノベルズ（1989年1月）ISBN 978-4191538351　徳間文庫（1991年4月）ISBN 978-4195692905
真夜中の騎士
トクマノベルズ（1990年1月）ISBN 978-4191541160　徳間文庫（1993年2月）ISBN 978-4195774496
不思議の国のサロメ
トクマノベルズ（1991年1月）ISBN 978-4191544253　徳間文庫（1994年4月）ISBN 978-4198900823